# Abtastsicherheit
Die Abtastsicherheit bezeichnet die Effektivität der Schutzmaßnahmen eines Schließzylinders vor unbefugtem Abtasten seiner Schließcodierung. Denn ohne diese können die Zuhaltungen im Profilzylinder mit speziellen Werkzeugen ermittelt werden. Das kann sogar ohne sichtbare Spuren und völlig beschädigungsfrei erfolgen. Doch mit den abgetasteten Maßen, der sogenannten Schließcodierung, lässt sich ein Nachschlüssel anfertigen. Mit diesem können sich dann Unbefugte Zugang zum dazugehörigen Türschloss verschaffen. Daher wird für jeden Schließzylinder der Grad seiner Abtastsicherheit angeführt. Somit gibt die Abtastsicherheit an, inwieweit das Abtasten der Zylindermaße im konkreten Modell erschwert ist. Je schwieriger es ist, ein Zylinderschloss abzutasten, desto höher ist seine Abtastsicherheit.  
Diese ist zum Beispiel durch eine bestimmte Anordnung der Zuhaltungen im Zylinder gegeben. Dazu gibt es unterschiedliche Konstruktionen. Mehrere Zuhaltungsreihen können zum Beispiel stern-, kreis- oder spiralförmig angeordnet sein.  